# Château de Cohendier
Le château de Cohendier ou parfois château des Tattes, est une ancienne maison forte, des XIVe – XVe siècle, modifiée au XIXe siècle, qui se dresse sur la commune de Saint-Pierre-en-Faucigny dans le département de la Haute-Savoie en région Auvergne-Rhône-Alpes.
Lucien Guy (1890-1975), érudit local, considère dans son ouvrage cette maison forte comme « parmi nos monuments les plus intéressants ». Quant à Georges Chapier (1907?-1975) le qualifie de « l'un des plus élégants et des mieux conservés du Faucigny ».

## Nom
Le nom de Cohendier dérive probablement du francoprovençal coindi, qui désigne un lieu « joli, agréable ».
Le château porte également le nom des Tattes, signifiant « terrain en friche » en parler savoyard.

## Situation
Le château de Cohendier est situé dans le département français de la Haute-Savoie sur la commune de Saint-Pierre-en-Faucigny, dans l'ancienne province du Faucigny, à proximité de Bonneville. Sis au lieu-dit « Les Tattes », sur la rive gauche du Borne qui limite la propriété au sud-est. L'édifice a été construit sur les contreforts de la montagne des Andeys.
Le mur d'enceinte du parc longe le chemin départemental 12 qui relie Bonneville à Saint-Jean-de-Sixt via Le Petit-Bornand-les-Glières.

## Historique
Le château est au XIVe siècle une maison forte, possession d'une famille de notaires, les Cohendier,. Il s'agit de deux bâtiments dont le plus ancien remonte à 1367 que l'on qualifie d'ancienne maison et d'un plus récent appelé « grande maison neuve ».
Jean Cohendier, notaire en 1303, possédait déjà des biens aux « Tattes ». Cette charge de notaire, office de cléricature et de scribanie du mandement de Rumilly-sous-Cornillon, a été exercée par plusieurs membres de la famille jusqu'au XVe siècle où ils commencent à s'intituler « Damoiseaux » et « Nobles ». Ils possédaient effectivement des « Biens Nobles », notamment le château de l'Échelle à La Roche (1330) ou à Vallières. Ils furent également liés aux familles de Lucinge et de Chissé.
La famille Cohendier semble s'éteindre au cours du XVIe siècle. La fille de Vincent Cohendier, Jeanne, épouse Jacques de Menthon-Beaumont, une branche cadette des sires de Menthon. Le nom de cette famille se perpétue dans l'appellation du château. Il passe ensuite aux Montfort à la suite de deux testaments (1624 et 1632) et d'un mariage.
Le 6 septembre 1680, Charles-Emmanuel de Montfort vend à Charles-François de Rochette. 
En 1730, la bâtisse est équipée d'un moulin et d'une scie.
Le comte François-Joseph de Viry épouse en 1731 Louise-Marie de Rochette, fille du baron de Cohendier, François de Rochette, qui apporte en dot le château. Celui-ci reste dans la famille de Viry jusqu'à sa vente en 1909. L'un d'entre eux, le baron Ludovic de Viry-Cohendier apporte des modifications au château entre 1860 et 1880, notamment des transformations dans le style troubadour.
Le château est donc vendu en 1909 à un autrichien, le baron de Karsten,. Durant la Première Guerre mondiale, la maison forte est mise sous séquestre en raison de la nationalité de son propriétaire,.
En 1924, M. Rabourdin devient propriétaire,.
À la fin des années 1970, le château est une maison de repos.

## Description
Le château d'architecture élégante, approchant le style Renaissance se compose d'un corps de logis, de forme carrée, orienté du ponant au couchant, sur deux étages,. Il est flanqué de deux tours rondes, au nord-est et sud-est, ajoutées au XVe siècle et d'une tour hexagonale plus haute couronnée de créneaux. Ces tours sont coiffées d'une toiture conique en ardoises. Les fenêtres sont à meneaux ainsi que les lucarnes. Le blason de l'une des fenêtres est surmontée du blason de la famille de Viry. Les annexes du château sont particulièrement importantes.
L'entrée de la demeure se fait par une porte magistrale cerclée de ferrures. À l'ouest, un double escalier accède au perron à balustres et aux salles du premier étage.
Le baron de Viry engage une restauration du château entre 1860 et 1880, faisant coiffer la tour hexagonale d'un toit ou en plaçant des meneaux des fenêtres.
Le château est entouré d'un parc, planté d'arbres séculaires, limité au sud par le Borne. Ce parc présente des cèdres, des thuyas géants, des marronniers, des massifs de buis, un hêtre pourpre. Les pigeonniers et anciennes volières sont vides. Restent encore l'ancienne « bédière », ou « bédiaire », bief amenant l'eau à l'étang du moulin, en parler savoyard, avec ses vannes et ses canaux alimentant le moulin et l'ancienne scierie.
Une partie du parc est ouverte au public, depuis 2010.

## Possessions
Le château est la possession de :
- 1303 : Famille Cohendier.
- 1565 : Jacques de Menthon-Beaumont.
- 1632 : Famille de Montfort.
- 1680 : Charles-François de Rochette.
- 1731 : François-Joseph de Viry et ses descendants (Famille de Viry).
- 1909 : Baron Karsten.
- 1924 : M. Raboutin.
- 1948 : Famille Métral.